# Albert-Félix de Lapparent
 Albert-Félix Cochon de Lapparent (Le Mont-Dieu, 9 de setembro de 1905 — Paris, 28 de fevereiro de 1975) foi um paleontólogo e sacerdote católico francês que se distinguiu no estudo dos fósseis de dinossáurios da Península Ibérica, especialmente de Portugal, e do Norte da África.

## Biografia
Albert-Félix de Lapparent era sacerdote católico, membro da Sociedade de Saint-Sulpice (padres sulpicianos), que para além das suas funções religiosas se dedicou à paleontologia. Realizou diversas viagens de exploração ao deserto do Saara com o objectivo de recolher fósseis de animais. Com as recolhas que fez e com o seu estudo e identificação taxonómica produziu iportantes contribuições para o conhecimento científico dos dinossauros e de outros grupos taxonómicos do Triássico e do Cretácico. Reconhecendo o seu trabalho, em 1986, José Fernando Bonaparte criou o gênero Lapparentosaurus em sua homenagem.
Entre as espécies de dinossauros descritas por Lapparent e integradas em novos gêneros contam-se Inosaurus tedreftensis (Lapparent, 1960) e Lusitanosaurus liassicus (Lapparent & Zbyszewski, 1957). Também lhe são creditadas diversas novas espécies de gêneros conhecidos, entre as quais Apatosaurus alenquerensis (Lapparent & Zbyszewski, 1957), Astrodon pusillus (Lapparent & Zbyszewski, 1957), Brachiosaurus atalaiensis (Lapparent & Zbyszewski, 1957), Brachiosaurus nougaredi (Lapparent, 1960), Cetiosaurus mogrebiensis (Lapparent, 1955), Elaphrosaurus gautieri (Lapparent, 1960),  Elaphrosaurus iguidiensis (Lapparent, 1960), Megalosaurus pombali (Lapparent e Zbyszewski, 1957) e Rebbachisaurus tamesnensis (Lapparent, 1960).
O crocodilo gigante Sarcosuchus também foi descoberto por ele, em 1964.